# Cí fàn tuán
El cí fàn tuán (tradicional, 糍飯糰; simplificado 糍饭团) es un tipo de recetas de la cocina china, originario de Shanghái Se hace envolviendo un trozo de youtiao (masa frita) en arroz glutinoso. Suele tomarse para desayunar junto a leche de soja dulce o salada en el este de China, Hong Kong y Taiwán.
En Hong Kong suele conocerse como ci faan (t, 秶飯; s, 秶饭). En Shanghái el término equivalente cifan suele aludir a arroz glutinoso prensado, y se usa en nombres compuestos como cifan gao (‘pastel de arroz glutinoso’), un pastel tostado hecho también con arroz glutinoso prensado.
En los últimos años se han producido innovaciones en el cí fàn tuán tradicional en Hong Kong y Taiwán, que se han reintroducido a Shanghái y alrededores. Actualmente el cí fàn tuán está disponible habitualmente en dos variedades: la salada, incluyendo ingredientes como el zha cai (verdura encurtida), rousong (algodón de cerdo) y trocitos de youtiao; y la dulce, que añade azúcar y a veces sésamo al relleno.